# Horten Ho IX
Horten Ho IX (також Gotha Go 229) — експериментальний літак, розробка якого проводилася у Німеччині в роки Другої світової війни. Аеродинамічна схема — «літаюче крило». Проєктувався братами Гортен з 1931 року. Перший у світі ЛА «літаюче крило» на реактивній тязі.

## Передумови до створення
Брати Вальтер та Раймар Гортени були переконані, що найбільш аеродинамічно досконала форма для літака — форма «літаюче крило». Свій перший планер за такою схемою вони сконструювали 1931 року і назвали його «Hörten I». 1936 року брати поступили на службу в Люфтваффе та продовжували свої дослідження. Результатом цього стала розробка винищувача за схемою «літаюче крило» 1942 року.

## Розробка зразків

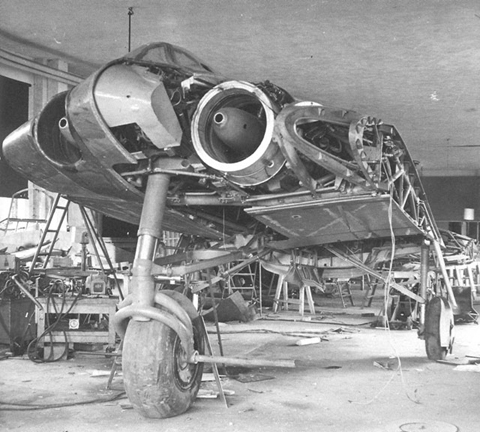
Носова частина фюзеляжу літака Horten Ho 9 (Go 229), прототип V-3. захоплений армією США у Фрідріхроді (Тюрингія) 14 квітня 1945 року незадовго до завершення збірки та переправлений до США.

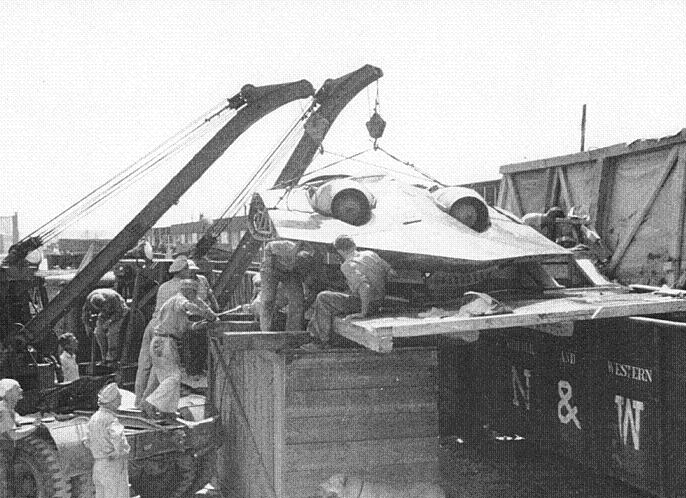
Вивантаження трофейного Horten Ho 229 V3 військовослужбовцями армії США, серпень 1945

Спочатку був побудований тренажер для льотчиків, який приводився в рух двома поршневими двигунами As 10c зі штовхаючими гвинтами та мав подвійне керування. Його було названо Ho VII. Цей літак уперше піднявся в повітря 1943 року. Для дотримання таємниці апарат офіційно призначався для аеродинамічних випробувань і як літак зв'язку. Інша бригада інженерів під керівництвом братів почала конструювання апарату під два реактивні двигуни. Офіційно жоден з двох проєктів не був схвалений райхсміністерством авіації, проте у братів Гортен були великі політичні зв'язки, і їм вдалося продемонструвати креслення апарату Г. Герінгу, який незадовго до цього оголосив конкурс проєктів за програмою «1000*1000*1000» (літак, що летить зі швидкістю 1000 км/год, на дальність за 1000 км і несе бомбове навантаження 1000 кг), після чого той ухвалив рішення докласти всіх зусиль, щоб літак якомога швидше піднявся в повітря.
1 березня 1944 в Ґетінґені відбувся перший політ. Усього у виробництві на різних стадіях виготовлення було 6 літаків, а також для потреб винищувальної авіації Люфтваффе були замовлені вузли для 20 машин. У повітря піднімалися два літаки. 14 квітня 1945 року частини 8-го корпусу 3-ї армії США зайняли завод у Фрідріхроді. Один із літаків був розібраний та переправлений до США.

## ТТХ (заявлені та частково реалізовані)
Horten Ho IX має такі тактико-технічні характеристики:
- Екіпаж — 1 особа;
- Двигуни — 2 × Jumo-004, 900 кг;
- Розмах крила — 16,8 м;
- Довжина — 7,2 м;
- Висота — 2,6 м;
- Площа крила — 52,8 м ²;
- Злітна маса — 6900 кг;
- Маса порожнього — 4844 кг;
- Максимальна злітна маса — 8100 кг;
- Максимальна швидкість — 960 км/год;
- Бойове навантаження — 1000 кг;
- Бойовий радіус дії — близько 1000 км;
- Витримуються перевантаження — 7 g;
- Озброєння — 4 × MK 108